# Stenoxia contenta
Stenoxia contenta là một loài bướm đêm trong họ Noctuidae.